# Corpman (krater wenusjański)
Corpman – krater na powierzchni Wenus o średnicy 46 km, położony na 0,3° szerokości północnej i 151,8° długości wschodniej.
Decyzją Międzynarodowej Unii Astronomicznej w 1994 roku został nazwany imieniem polskiej astronom Elżbiety Koopman, żony Jana Heweliusza od angielskiej formy jej nazwiska.